# NGC 124
NGC 124 (ook wel PGC 1715, UGC 271, MCG 0-2-38, ZWG 383.18 of IRAS00253-0205) is een spiraalvormig sterrenstelsel in het sterrenbeeld Walvis.
NGC 124 werd op 27 september 1880 ontdekt door de Duitse astronoom Ernst Wilhelm Leberecht Tempel.